# Giorgio Papi
Giorgio Papi (1917 – Roma, 2002) è stato un produttore cinematografico italiano.
Anche conosciuto come George Papi, è stato il celebre proprietario della Jolly Film insieme ad Arrigo Colombo.
Dopo aver prodotto singolarmente alcuni film del filone peplum durante gli anni cinquanta, si dedica al genere western, diventando un produttore di punta nell'ambito nazionale insieme al collega Colombo. Dopo aver prodotto Duello nel Texas, conoscendo tra gli altri anche il compositore Ennio Morricone, produce contemporaneamente Le pistole non discutono di Mario Caiano e Per un pugno di dollari (1964) del romano Sergio Leone.
Dopo aver con successo cavalcato l'onda del genere spaghetti-western, si dedica a produzioni più convenzionali, come Sacco e Vanzetti (1971) e Il maestro e Margherita (1972). 
Sempre nel 1972, ha fatto parte della giuria nel Festival di Cannes.

## Filmografia parziale
- Ad ogni costo, regia di Giuliano Montaldo (1967)